# Autrey (Vosges)
Autrey település Franciaországban, Vosges megyében. Lakosainak száma 275 fő (2022. január 1.). Autrey Housseras, Jeanménil, Mortagne, Saint-Gorgon, Sainte-Hélène, La Bourgonce és Fremifontaine községekkel határos.

## Népesség
A település népességének változása:
| Lakosok száma | 283  | 295  | 299  | 286  | 282  | 283  | 280  | 277  | 275  |
|               | 2013 | 2015 | 2016 | 2017 | 2018 | 2019 | 2020 | 2021 | 2022 |